# Roseiral

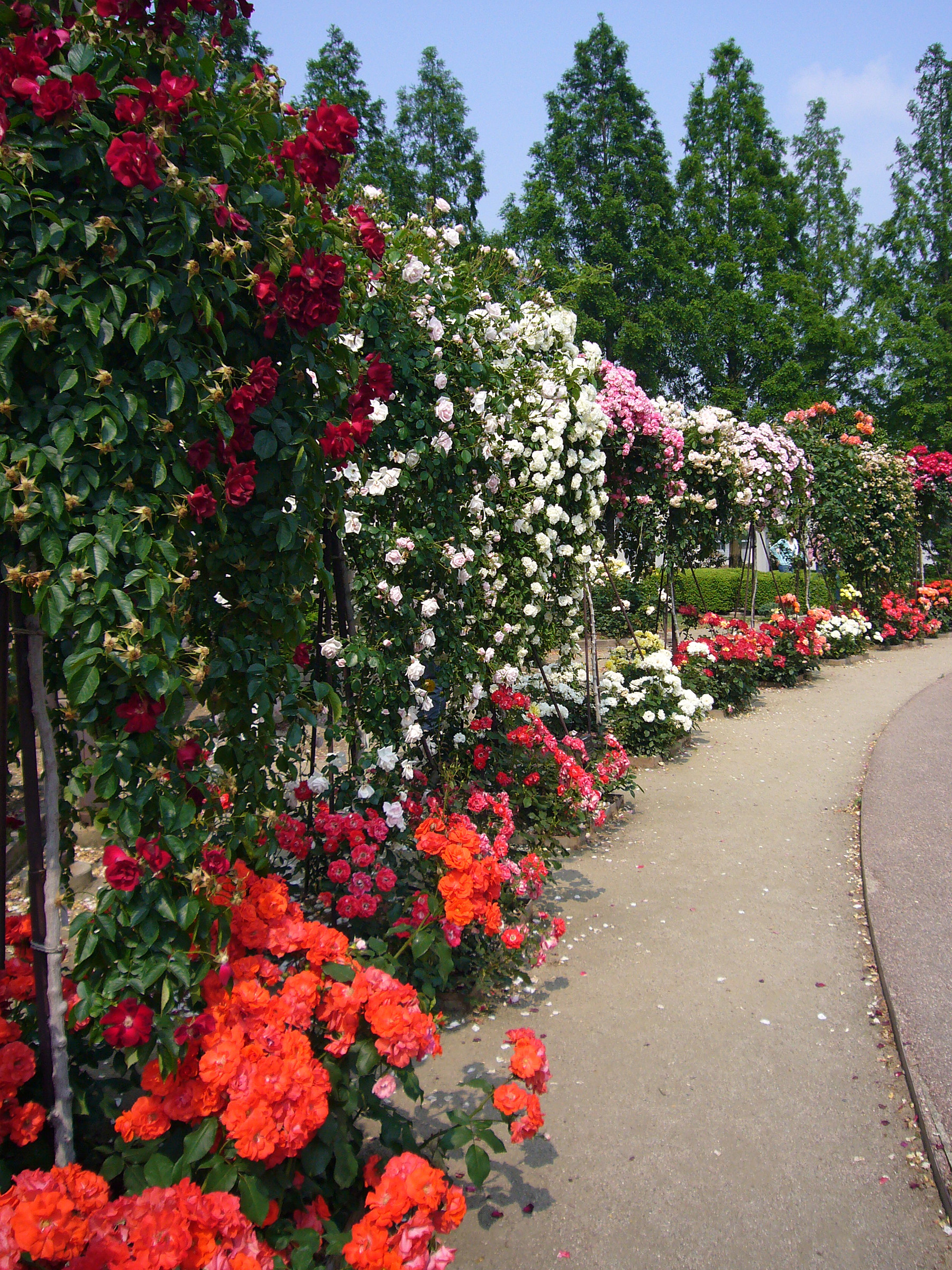
Parque de rosas de Aramaki, Prefeitura de Hyogo, Japão

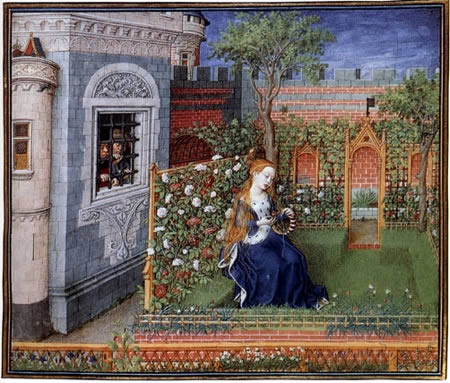
Emilia no jardim de rosas, Anjou, ~1460

Um roseiral ou rosário é um jardim ou parque, muitas vezes aberto ao público, usado para apresentar e cultivar vários tipos de rosas de jardim e, às vezes, espécies de rosas. Na maioria das vezes é uma seção de um jardim maior. Os desenhos variam tremendamente e as rosas podem ser exibidas ao lado de outras plantas ou agrupadas por variedade, cor ou classe individual em canteiros de rosas. Tecnicamente é um tipo especializado de jardim de arbustos, mas normalmente tratado como um tipo de jardim de flores, mesmo porque suas origens na Europa remontam pelo menos à Idade Média na Europa, quando as rosas eram efetivamente as maiores e mais populares flores, já existente em vários cultivares de jardins.

## Origens do jardim de rosas

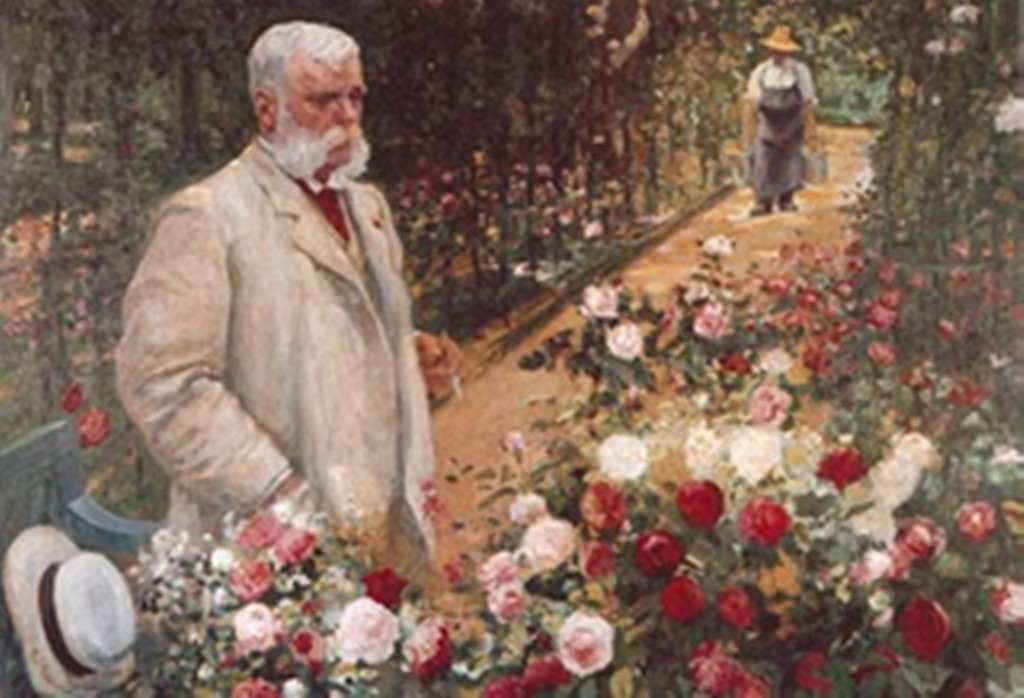
Jules Gravereaux no Roseiral de Val-de-Marne, 1900

Das mais de 150 espécies de rosas, a Rosa chinensis chinesa foi a que mais contribuiu para as rosas de jardim de hoje; ele foi criado em variedades de jardim por cerca de mil anos na China e mais de duzentos na Europa. Acredita-se que as rosas foram cultivadas em muitas das primeiras civilizações em latitudes temperadas de pelo menos cinco mil anos atrás. Eles são conhecidos por terem sido cultivados na antiga Babilônia. Pinturas de rosas foram descobertas em túmulos de pirâmides egípcias do século XIV a.C. Existem registros deles sendo cultivados em jardins chineses e gregos de pelo menos 500 a.C. Muitos dos criadores de plantas originais usavam rosas como matéria-prima, pois é uma maneira rápida de obter resultados.
A maioria das plantas cultivadas nesses primeiros jardins provavelmente foram espécies coletadas na natureza. No entanto, havia um grande número de variedades selecionadas sendo cultivadas desde os primeiros tempos; por exemplo, numerosas seleções ou cultivares da rosa da China estavam em cultivo na China no primeiro milênio d.C.
A criação significativa dos tempos modernos começou lentamente na Europa por volta do século XVII. Isso foi encorajado pela introdução de novas espécies, e especialmente pela introdução da rosa chinesa na Europa no século XIX. Uma enorme variedade de rosas foi criada desde então. Um dos principais contribuintes no início do século XIX foi a Imperatriz Josefina de Beauharnais, que patrocinou o desenvolvimento da criação de rosas em seus jardins em Malmaison. Já em 1840, uma coleção com mais de mil cultivares, variedades e espécies diferentes era possível quando um rosário foi plantado pelo viveiro Loddiges para o Cemitério de Abney Park, um cemitério de jardim vitoriano e arboreto na Inglaterra.
Os designers britânicos de jardins de rosas incluem Thomas Mawson, que criou exemplos no Graythwaite Hall (seu primeiro grande projeto de jardim em 1886) e outros locais, incluindo Bushey (1913). Outro antigo jardim de rosas público sobrevivente é o Roseraie du Val-de-Marne de Jules Gravereaux, ao sul de Paris, em L'Haÿ-les-Roses, que foi estabelecido em 1899 e continua sendo o maior jardim de rosas da França.

## Literatura
A Federação Mundial de Sociedades de Rosas produz um diretório anual elaborado por sociedades nacionais de rosas em cada um de seus 39 países membros. Isso inclui um catálogo de jardins de rosas considerados nacionalmente significativos.